# Woodham Ferrers and Bicknacre
Woodham Ferrers and Bicknacre är en civil parish i Chelmsford i Essex i England. Civil parish har 2 889 invånare (2011).